# Kudamatsu
Kudamatsu (jap. 下松市 Kudamatsu-shi) – miasto w Japonii, w prefekturze Yamaguchi, w południowo-zachodniej części wyspy Honsiu. Jest to port nad Morzem Wewnętrznym.

## Położenie
Miasto leży we wschodniej części prefektury i graniczy z miastami:
- Hikari
- Shūnan